# Zorka Janů
Zorka Janů (nascida Zora Babková) (Štěchovice, 9 de julho de 1921 – Praga, 24 de março de 1946), foi uma atriz de cinema e teatro tcheca. Era irmã mais nova da atriz Lída Baarová.

## Biografia
Estreou no cinema no filme Madla z cihelny, de 1933, com 12 anos.
Teve um romance com o escritor František Kožík e com o ator Karel Höger.
Depois que a Alemanha perdeu a guerra em 1945, sua irmã Lída Baarová (amante de Joseph Goebbels) foi presa e sua mãe morreu durante um interrogatório sobre a situação. Zorka Janů sofreu com os problemas da sua irmã e, condenada ao ostracismo, cometeu suicídio pulando de uma janela.

## Representações na cultura
Janů foi retratado por Anna Fialová em The Devil's Mistress, filme da Netflix sobre sua irmã Lída.